# Joseph Lowagie
Joseph Lowagie (* 1. November 1903 in Bredene; † 18. Dezember 1985 in Brüssel) war ein belgischer Radrennfahrer und nationaler Meister im Radsport.

## Sportliche Laufbahn
Bei den Olympischen Sommerspielen 1928 in Amsterdam wurde Joseph „Jef“ Lowagie im olympischen Straßenrennen beim Sieg von Henry Hansen als 13. klassiert. Er wurde in der Mannschaftswertung mit Belgien auf dem 5. Rang geführt. Auch 1936 war er Teilnehmer der Olympischen Sommerspiele 1936 in Berlin. Er schied im olympischen Straßenrennen beim Sieg von Robert Charpentier aus. In der Mannschaftswertung gewann er dennoch mit Auguste Garrebeek, Armand Putzeys und Jean-François Van Der Motte die Bronzemedaille.
1933 gewann er die nationale Meisterschaft im Straßenrennen der Amateure. Bei den UCI-Straßen-Weltmeisterschaften 1933 wurde er beim Sieg von Paul Egli Dritter.